# Grzegorz Kislinger
Grzegorz Kislinger (ur. 23 sierpnia 1956 w Skwierzynie) – polski żużlowiec.
Sport żużlowy uprawiał w 1978 roku w barwach klubu Stali Gorzów Wlkp. Złoty medalista Drużynowych mistrzostw Polski (1978). Startował w eliminacjach młodzieżowych drużynowych mistrzostw Polski (1978).